# Představitelé Če-ťiangu
Představitelé Če-ťiangu stojí v čele správy provincie. V čele správy Če-ťiangu stojí guvernér (šeng-čang, 省长) řídící lidovou vládu Če-ťiangu (Če-ťiang-šeng žen-min čeng-fu, 浙江省人民政府). Nejvyšší politické postavení v provincii má však tajemník čeťiangského provinčního výboru Komunistické strany Číny, vládnoucí politické strany provincie i celého státu. K dalším předním představitelům Če-ťiangu patří předseda provinčního lidového shromáždění (zastupitelského sboru) a předseda provinčního výboru Čínského lidového politického poradního shromáždění (ČLPPS).
V politickém systému Čínské lidové republiky, analogicky k centrální úrovni, má příslušný regionální výbor komunistické strany v čele s tajemníkem ve svých rukách celkové vedení, lidová vláda v čele guvernérem (u provincie) nebo starostou (u města) řídí administrativu regionu, lidové shromáždění plní funkce zastupitelského sboru a lidové politické poradní shromáždění má poradní a konzultativní funkci.

## Tajemníci čeťiangského provinčního výboru Komunistické strany Číny (od 1949)
Čeťiangské komunisty po roce 1949 vedl provinční výbor strany v čele s tajemníkem, od července 1956 prvním tajemníkem. Po zřízení provinčního revolučního výboru v březnu 1968 jeho předseda stanul i v čele komunistů provincie. Od ledna 1971 opět fungoval provinční výbor strany v čele s prvním tajemníkem. Od roku 1983 v čele provinčního výboru KS Číny stojí tajemník s několika zástupci tajemníka.
Ve sloupci „Další funkce“ jsou uvedeny nejvýznamnější úřady zastávané současně s výkonem funkce tajemníka čeťiangského výboru strany, případně pozdější působení v politbyru a stálém výboru politbyra.
| Jméno (životní data)                 | Od            | Do            | Další funkce a poznámky |
| ------------------------------------ | ------------- | ------------- | --- |
| Tchan Čen-lin (谭震林) (1902–1983)   | květen 1949   | září 1952     | předseda čeťiangské provinční lidové vlády (1949–1952), předseda čeťiangského provinčního výboru ČLPPS (1949–1952), později tajemník sekretariátu ÚV KS Číny (1956–1967) a politbyra ÚV KS Číny (1958–1967) |
| Tchan Čchi-lung (谭启龙) (1913–2003) | září 1952     | srpen 1954    | poprvé, předseda čeťiangské provinční lidové vlády (1952–1955), předseda čeťiangského provinčního výboru ČLPPS (1952–1955), později první tajemník šantungského provinčního výboru KS Číny (1961–1967) |
| Ťiang Chua (江华) (1907–1999)        | srpen 1954    | leden 1967    | předseda čeťiangského provinčního výboru ČLPPS (1955–1967), později předseda Nejvyššího lidového soudu (1975–1983) |
| Nan Pching (南萍) (1918–1989)        | leden 1971    | květen 1973   | předseda čeťiangského revolučního výboru (1968–1973) |
| Tchan Čchi-lung (谭启龙) (1913–2003) | květen 1973   | únor 1977     | podruhé, předseda čeťiangského revolučního výboru (1973–1977), později první tajemník čchingchajského provinčního výboru KS Číny (1977–1979), první tajemník s’čchuanského provinčního výboru KS Číny (1980–1983) |
| Tchie Jing (铁瑛) (1916–2009)        | únor 1977     | březen 1983   | předseda čeťiangského revolučního výboru (1977–1979), předseda čeťiangského provinčního výboru ČLPPS (1977–1979), předseda čeťiangského provinčního lidového shromáždění (1979–1983) |
| Wang Fang (王芳) (1920–2009)         | březen 1983   | březen 1987   | později ministr veřejné bezpečnosti (1987–1990) |
| Süe Ťü (薛驹) (* 1922)               | březen 1987   | prosinec 1988 | |
| Li Ce-min (李泽民) (* 1934)          | prosinec 1988 | září 1998     | později předseda čeťiangského provinčního lidového shromáždění (1993–2003) |
| Čang Te-ťiang (张德江) (* 1946)      | září 1998     | listopad 2002 | předtím tajemník ťilinského provinčního výboru KS Číny (1995–1998), později tajemník kuangtungského provinčního výboru KS Číny (2002–2007), tajemník čchungčchingského městského výboru KS Číny (2012), člen politbyra ÚV KS Číny (2002–2017) a jeho stálého výboru (2012–2017) |
| Si Ťin-pching (习近平) (* 1953)      | listopad 2002 | březen 2007   | předtím guvernér Fu-ťienu (1999–2002), guvernér Če-ťiangu (2002–2003), předseda čeťiangského provinčního lidového shromáždění (2003–2007), později tajemník šanghajského městského výboru KS Číny (2007), člen politbyra ÚV KS Číny (od 2007) a jeho stálého výboru (od 2007), generální tajemník ÚV KS Číny (od 2012), prezident ČLR (od 2013) a předseda ústředních vojenských komisí ÚV KS Číny a ČLR (od 2012/2013) |
| Čao Chung-ču (赵洪祝) (* 1947)       | březen 2007   | prosinec 2012 | předseda čeťiangského provinčního lidového shromáždění (2008–2013), později tajemník sekretariátu ÚV KS Číny (2012–2017) |
| Sia Pao-lung (夏宝龙) (* 1952)       | prosinec 2012 | duben 2017    | předtím guvernér Če-ťiangu (2011–2012), předseda čeťiangského provinčního lidového shromáždění (2013–2017), později místopředseda celostátního výboru ČLPPS (2018–2023) |
| Čche Ťün (车俊) (* 1955)             | duben 2017    | září 2020     | předtím guvernér Če-ťiangu (2016–2017), předseda čeťiangského provinčního lidového shromáždění (2017–2020) |
| Jüan Ťia-ťün (袁家军) (* 1962)       | září 2020     | prosinec 2022 | předtím guvernér Če-ťiangu (2017–2020), předseda čeťiangského provinčního lidového shromáždění (2020–2023), později tajemník čchungčchingského městského výboru KS Číny (2022– ) |
| I Lien-chung (易炼红) (* 1959)       | prosinec 2022 | říjen 2024    | předtím guvernér Ťiang-si (2018–2021), tajemník ťiangsijského provinčního výboru KS Číny (2021–2022), předseda čeťiangského provinčního lidového shromáždění (2023–2024) |
| Wang Chao (王浩) (* 1963)            | říjen 2024    | v úřadu       | předtím guvernér Če-ťiangu (2021–2024), předseda čeťiangského provinčního lidového shromáždění (2025– ) |

## Guvernéři Če-ťiangu (od 1949)
Od prosince 1979 v čele civilní administrativy provincie Če-ťiang stojí guvernér řídící lidovou vládu provincie. Předtím od srpna 1949 do ledna 1955 provincii spravovala lidová vláda v čele s předsedou, poté lidový výbor v čele s guvernérem. Od března 1968 do prosince 1979 správu provincie vedl revoluční výbor Če-ťiangu v čele s předsedou.
| Jméno (životní data)                 | Od            | Do            | Další funkce a poznámky |
| ------------------------------------ | ------------- | ------------- | --- |
| Tchan Čen-lin (谭震林) (1902–1983)   | červenec 1949 | listopad 1952 | tajemník čeťiangského provinčního výboru KS Číny (1949–1966), předseda čeťiangského provinčního výboru ČLPPS (1949–1952), později člen sekretariátu ÚV KS Číny (1956–1967) a politbyra ÚV KS Číny (1958–1967) |
| Tchan Čchi-lung (谭启龙) (1913–2003) | listopad 1952 | leden 1955    | poprvé, tajemník čeťiangského provinčního výboru KS Číny (1952–1954), předseda čeťiangského provinčního výboru ČLPPS (1952–1955), později první tajemník šantungského provinčního výboru KS Číny (1961–1967) |
| Ša Wen-chan (沙文汉) (1908–1964)     | leden 1955    | prosinec 1957 | |
| Chuo Š’-lien (霍士廉) (1909–1966)    | prosinec 1957 | leden 1958    | úřadující, později první tajemník šensijského provinčního výboru KS Číny (1965–1967), první tajemník ningsiaského oblastního výboru KS Číny (1977–1979), ministr zemědělství (1979–1981), první tajemník šansijského provinčního výboru KS Číny (1980–1983) |
| Čou Ťien-žen (周建人) (1888–1984)    | leden 1958    | leden 1967    | místopředseda stálého výboru VSLZ (1965–1980), místopředseda celostátního výboru ČLPPS (1978–1984), předseda Čínského sdružení pro rozvoj demokracie (1979–1984) |
| Nan Pching (南萍) (1918–1989)        | březen 1968   | květen 1973   | první tajemník čeťiangského provinčního výboru KS Číny (1971–1973) |
| Tchan Čchi-lung (谭启龙) (1913–2003) | květen 1973   | únor 1977     | podruhé, první tajemník čeťiangského provinčního výboru KS Číny (1973–1977), později první tajemník čchingchajského provinčního výboru KS Číny (1977–1979), první tajemník s’čchuanského provinčního výboru KS Číny (1980–1983) |
| Tchie Jing (铁瑛) (1916–2009)        | únor 1977     | prosinec 1979 | první tajemník čeťiangského provinčního výboru KS Číny (1977–1983), předseda čeťiangského provinčního výboru ČLPPS (1977–1979), předseda čeťiangského provinčního lidového shromáždění (1979–1983) |
| Li Feng-pching (李丰平) (1912–2008)  | prosinec 1979 | duben 1983    | později předseda čeťiangského provinčního lidového shromáždění (1983–1988) |
| Süe Ťü (薛驹) (* 1922)               | duben 1983    | září 1987     | |
| Šen Cu-lun (沈祖伦) (1931–2023)      | září 1987     | listopad 1990 | |
| Ke Chung-šeng (葛洪升) (1931–2020)   | listopad 1990 | leden 1993    | |
| Wan Süe-jüan (万学远) (* 1941)       | leden 1993    | duben 1997    | |
| Čchaj Sung-jüe (柴松岳) (* 1941)     | duben 1997    | říjen 2002    | |
| Si Ťin-pching (习近平) (* 1953)      | říjen 2002    | leden 2003    | úřadující, předtím guvernér Fu-ťienu (1999–2002), tajemník čeťiangského provinčního výboru KS Číny (2002–2007), předseda čeťiangského provinčního lidového shromáždění (2003–2007), později tajemník šanghajského městského výboru KS Číny (2007), člen politbyra ÚV KS Číny (od 2007) a jeho stálého výboru (od 2007), generální tajemník ÚV KS Číny (od 2012), prezident ČLR (od 2013) a předseda ústředních vojenských komisí ÚV KS Číny a ČLR (od 2012/2013) |
| Lü Cu-šan (吕祖善) (* 1946)          | leden 2003    | srpen 2011    | |
| Sia Pao-lung (夏宝龙) (* 1952)       | srpen 2011    | prosinec 2012 | později tajemník čeťiangského provinčního výboru KS Číny (2012–2017), předseda čeťiangského provinčního lidového shromáždění (2013–2017), místopředseda celostátního výboru ČLPPS (2018–2023) |
| Li Čchiang (李强) (* 1959)           | prosinec 2012 | červen 2016   | později tajemník ťiangsuského provinčního výboru KS Číny (2016–2017), tajemník šanghajského městského výboru KS Číny (2017–2022), člen politbyra ÚV KS Číny (2017– ) a stálého výboru politbyra (2022– ), předseda vlády ČLR (2023– ) |
| Čche Ťün (车俊) (* 1955)             | červenec 2016 | duben 2017    | později tajemník čeťiangského provinčního výboru KS Číny (2017–2020), předseda čeťiangského provinčního lidového shromáždění (2017–2020) |
| Jüan Ťia-ťün (袁家军) (* 1962)       | duben 2017    | září 2020     | později tajemník čeťiangského provinčního výboru KS Číny (2020–2022), předseda čeťiangského provinčního lidového shromáždění (2020–2023), tajemník čchungčchingského městského výboru KS Číny (2022– ) |
| Čeng Šan-ťie (郑栅洁) (* 1961)       | září 2020     | září 2021     | později tajemník anchuejského provinčního výboru KS Číny (2021–2023), předseda Státní rozvojové a reformní komise (2023– ) |
| Wang Chao (王浩) (* 1963)            | září 2021     | prosinec 2024 | později tajemník čeťiangského provinčního výboru KS Číny (2024– ), předseda čeťiangského provinčního lidového shromáždění (2025– ) |
| Liou Ťie (刘捷) (* 1970)             | prosinec 2024 | v úřadu       | |

## Předsedové čeťiangského provinčního lidového shromáždění (od 1979)
Počínaje rokem 2003 je předsedou čeťiangského provinčního lidového shromáždění (to jest provinčního zastupitelského sboru) pravidelně volen tajemník provinčního výboru KS Číny.
| Jméno (životní data)                | Od            | Do            | Další funkce a poznámky |
| ----------------------------------- | ------------- | ------------- | --- |
| Tchie Jing (铁瑛) (1916–2009)       | prosinec 1979 | duben 1983    | tajemník čeťiangského provinčního výboru KS Číny (1977–1983), předseda čeťiangského revolučního výboru (1977–1979), předseda čeťiangského provinčního výboru ČLPPS (1977–1979) |
| Li Feng-pching (李丰平) (1912–2008) | duben 1983    | únor 1988     | předtím guvernér Če-ťiangu (1979–1983) |
| Čchen An-jü (陈安羽) (1922–2015)    | únor 1988     | leden 1993    | |
| Li Ce-min (李泽民) (* 1934)         | leden 1993    | leden 2003    | předtím tajemník čeťiangského provinčního výboru KS Číny (1988–1998) |
| Si Ťin-pching (习近平) (* 1953)     | leden 2003    | květen 2007   | předtím guvernér Fu-ťienu (1999–2002), guvernér Če-ťiangu (2002–2003), tajemník čeťiangského provinčního výboru KS Číny (2002–2007), předseda čeťiangského provinčního lidového shromáždění (2003–2007), později tajemník šanghajského městského výboru KS Číny (2007), člen politbyra ÚV KS Číny (od 2007) a jeho stálého výboru (od 2007), generální tajemník ÚV KS Číny (od 2012), prezident ČLR (od 2013) a předseda ústředních vojenských komisí ÚV KS Číny a ČLR (od 2012/2013) |
| Jü Kuo-sing (俞国行) (* 1944)       | květen 2007   | leden 2008    | |
| Čao Chung-ču (赵洪祝) (* 1947)      | leden 2008    | leden 2013    | tajemník čeťiangského provinčního výboru KS Číny (2007–2012), později tajemník sekretariátu ÚV KS Číny (2012–2017) |
| Sia Pao-lung (夏宝龙) (* 1952)      | leden 2013    | duben 2017    | tajemník čeťiangského provinčního výboru KS Číny (2012–2017), později místopředseda celostátního výboru ČLPPS (2018–2023) |
| Čche Ťün (车俊) (* 1955)            | červenec 2017 | září 2020     | předtím guvernér Če-ťiangu (2016–2017), tajemník čeťiangského provinčního výboru KS Číny (2017–2020) |
| Jüan Ťia-ťün (袁家军) (* 1962)      | září 2020     | leden 2023    | předtím guvernér Če-ťiangu (2017–2020), tajemník čeťiangského provinčního výboru KS Číny (2020–2022), později tajemník čchungčchingského městského výboru KS Číny (2022– ) |
| I Lien-chung (易炼红) (* 1959)      | leden 2023    | listopad 2024 | předtím guvernér Ťiang-si (2018–2021), tajemník ťiangsijského provinčního výboru KS Číny (2021–2022), tajemník čeťiangského provinčního výboru KS Číny (2022–2024) |
| Wang Chao (王浩) (* 1963)           | leden 2025    | v úřadu       | předtím guvernér Če-ťiangu (2021–2024), tajemník čeťiangského provinčního výboru KS Číny (2024– ) |

## Předsedové čeťiangského provinčního výboru Čínského lidového politického poradního shromáždění (ČLPPS, od 1950)
| Jméno (životní data)                 | Od            | Do            | Další funkce a poznámky |
| ------------------------------------ | ------------- | ------------- | --- |
| Tchan Čen-lin (谭震林) (1902–1983)   | 1950          | 1952          | tajemník čeťiangského provinčního výboru KS Číny (1949–1966), předseda čeťiangské provinční lidové vlády (1949–1952), později člen sekretariátu ÚV KS Číny (1956–1967) a politbyra ÚV KS Číny (1958–1967) |
| Tchan Čchi-lung (谭启龙) (1913–2003) | 1952          | únor 1955     | tajemník čeťiangského provinčního výboru KS Číny (1952–1954 a 1973–1977), předseda čeťiangské provinční lidové vlády/revolučního výboru (1952–1955 a 1973–1977), později první tajemník šantungského provinčního výboru KS Číny (1961–1967), první tajemník čchingchajského provinčního výboru KS Číny (1977–1979), první tajemník s’čchuanského provinčního výboru KS Číny (1980–1983) |
| Ťiang Chua (江华) (1907–1999)        | únor 1955     | leden 1967    | první tajemník čeťiangského provinčního výboru KS Číny (1954–1967), později předseda Nejvyššího lidového soudu (1975–1983) |
| Tchie Jing (铁瑛) (1916–2009)        | prosinec 1977 | prosinec 1979 | tajemník čeťiangského provinčního výboru KS Číny (1977–1983), předseda čeťiangského revolučního výboru (1977–1979), předseda čeťiangského provinčního lidového shromáždění (1979–1983) |
| Mao Čchi-chua (毛齐华) (1903–1997)   | prosinec 1979 | duben 1983    | |
| Wang Ťia-jang (王家扬) (1918–2020)   | duben 1983    | leden 1988    | |
| Šang Ťing-cchaj (商景才) (1921–2015) | leden 1988    | leden 1993    | |
| Liou Feng (刘枫) (* 1937)            | leden 1993    | leden 2003    | předtím předseda čchingchajského provinčního výboru ČLPPS (1988–1993) |
| Li Ťin-ming (李金明) (* 1941)        | leden 2003    | únor 2007     | |
| Čou Kuo-fu (周国富) (* 1945)         | únor 2007     | leden 2011    | |
| Čchiao Čchuan-siou (乔传秀) (* 1954) | leden 2011    | leden 2018    | |
| Ke Chuej-ťün (葛慧君) (* 1963)       | leden 2018    | leden 2022    | žena, později předsedkyně šantungského provinčního výboru ČLPPS (2022– ) |
| Chuang Li-sin (黄莉新) (* 1962)      | leden 2022    | prosinec 2023 | žena, předtím předsedkyně ťiangsuského provinčního výboru ČLPPS (2018–2022), později předsedkyně šanghajského městského lidového shromáždění (2024– ) |
| Lien I-min (廉毅敏) (* 1964)         | leden 2024    | v úřadu       | předtím předseda chepejského provinčního výboru ČLPPS (2023–2024) |